# Warashi
K.K. Warashi (jap. 株式会社童, kabushiki kaisha Warashi, engl. Warashi Inc.) ist ein japanischer Hersteller von Videospielen, der sich auf die Entwicklung von Shoot 'em Ups spezialisiert hat. Mit Trigger Heart Exelica entwickelte das Unternehmen eines der letzten Dreamcast-Spiele mit offizieller Lizenz von Sega, außerdem verfügt Warashis Spiele-Serie Shienryu auch außerhalb Japans über einen gewissen Bekanntheitsgrad.

## Veröffentlichungen
- Shienryu (1995/1997), (Sega Titan/Saturn)
- Gal Jan (1996), (Saturn)
- Sengeki Striker (1997), (Kaneko Super Nova)
- Shogi Oh! (1998), (Game Boy Color)
- Shienryu Explosion (2003), (PlayStation 2)
- Triggerheart Exelica (2006/2007), (NAOMI/Dreamcast/Xbox 360)